# Massacre em prisão de Mokotów

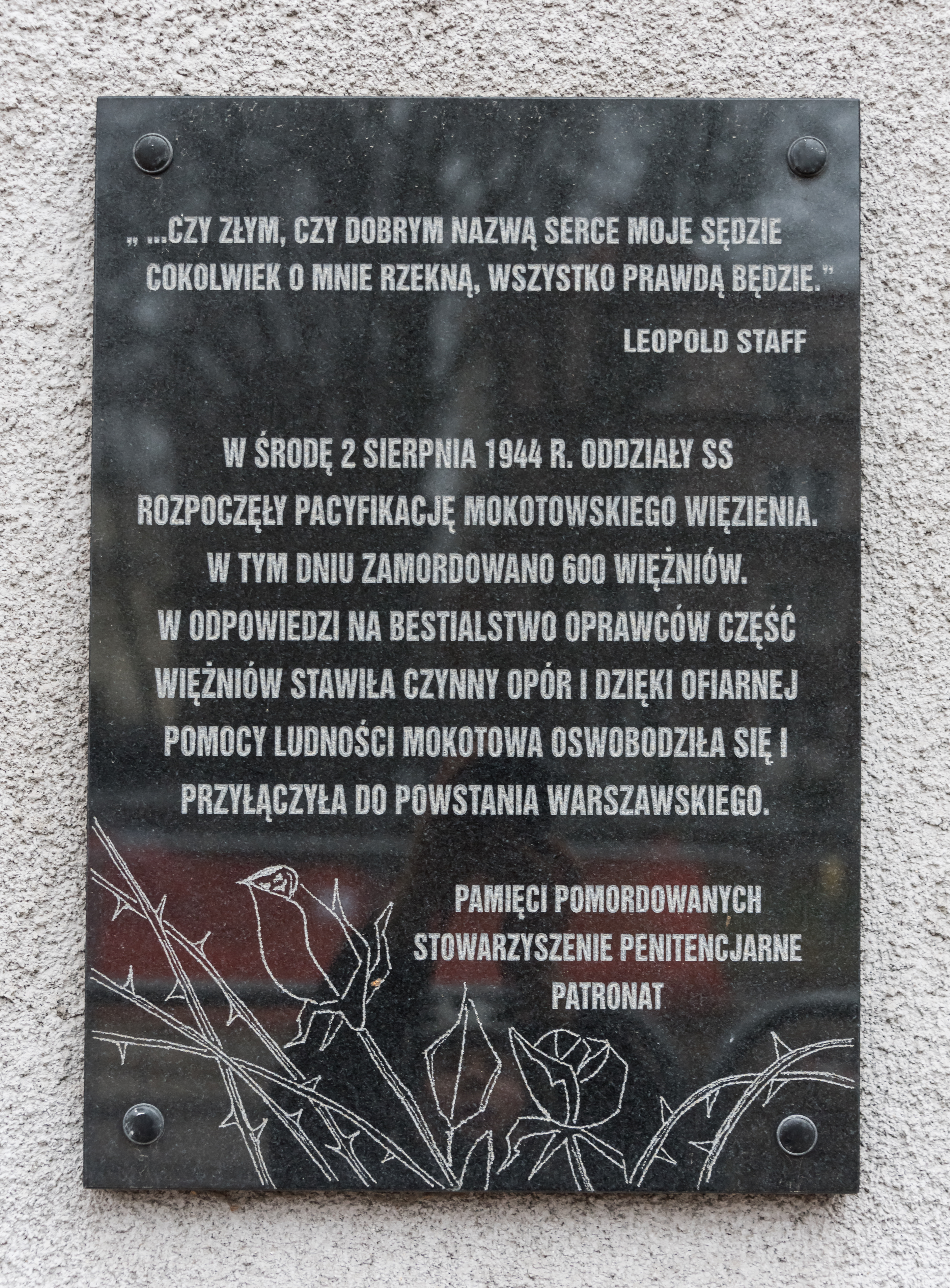
Uma placa comemorativa das vítimas do massacre

Massacre em prisão de Mokotów- um assassinato em massa de prisioneiros de prisão de Mokotów em Varsóvia, feito por alemães no segundo dia da Revolta de Varsóvia. Em 2 de agosto de 1944 os soldados do terceiro batalhão de reserva da infantaria mecanizada SS fuzilaram cerca de 600 poloneses, no terreno de prisão na rua Rakowiecka 37. Esse foi um dos maiores crimes cometidos por alemães em Mokotów durante o esmagamento da Revolta de Varsóvia. Durante do massacre a parte dos prisioneiros resistia às SS, em resultado centenas de pessoas conseguiram fugir.

## Antes da sublevação
Logo depois da entrada de alemães em Varsóvia (28 de setembro de 1939) um antigo prisão polonês na rua Rakowiecka 37 ficou adotado para as necessidades de ocupante. A partir daí Gerichtsgefängnis in der Rakowieckastrasse 37 costituiu uma prisão sob controle de tribunais especiais alemães (Sondergericht) e após o cumprimento da pena, os prisioneiros ainda ficavam sob controle do Gestapo. Além de prisioneiros sob controle de tribunais especiais, na rua Rakowiecka 37 foram detidos oficiais do Exército Polaco, que não cumprimentaram a obrigação de registrar-se de poderes alemães; criminosos de negócios e alemães condenados por crimes.
O prisão logo ficou cheio e a quantidade de prisioneiros excedeu significamente a capacidade máxima de celas. Muitos funcionários poloneses da prisão trabalhava secretamente em conspiração com Służba Zwycięstwu Polski- depois Exército Clandestino Polaco. Com a sua ajuda muitas pessoas que foram engajadas em atividade clandestina conseguiram abandonar a prisão.
No verão de 1944 a prisão foi sob controle de comissário Hitzinger. Em 23 de Julho de 1944 tendo em conta a aproximação do fronte do leste começararam a libertar os prisoneiros condenados por pena privativa da liberdade até aos cinco anos- sobretudo todos alemães e os volkdeutsche, depois os poloneses.
Durante cinco dias foram libertadas 665 pessoas, inclusive 300 polonêses. Em resultado de suborno das autoridades prisionais Hitzinger mandou parar de libertar os prisioneiros. Em 1 de agosto uma hora antes da sublevação foram libertados mais 11 prisioneiros.
De acordo com os registros mantidos por um adjunto do diretor da prisão, um inspector judicial- Kirchner, no momento do começo da sublevação, na prisão na rua Rakowiecka 37 ficavam 794 prisioneiros, dos quais 41 foram juvenis.

## Hora "W"
A rua Rakowiecka foi um dos mais importantes centros da resistência alemã em Mokotów. Em 1 de agosto de 1944 os insurgentes de IV Região do Exército Clandestino Polaco (Circunto V "Mokotów") atacaram as posições alemães a todo o comprimento da rua Rakowiecka, pressionando entre outros ao quartéis de SS na rua Rakowiecka 4  (SS-Stauferkaserne), aos quartéis de aviadores à entrada da rua Rakowiecka (Flakkaserne), edifício de SGGW, ou à bateria de fogo antiaéreo localizados em Pole Mokotowskie. A tarefa de tomar a prisão em Mokotów e os prédios em vizinhança atribuído a I Companhia de Assalto, comandada por tenente Antoni Figura "Kot" ("Gato") de regimento "Baszta". Essa companhia teve cerca de 80 soldados (incluindo as médicas) e o seu armamento apresentava- se muito pobre: 3 pistolas metralhadoras, 15 pistolas, 130 granadas e 30 garrafas de Coquetel Molotov.
Os soldados do  Exército Clandestino Polaco conseguiram entrar na prisão e ocupar o edifício de administração, mas a chegada para os edifícios de reabilitação revelou-se  impossível. Durante a luta o tenente "Kot" ficou ferido. Os alemães  reforçados por apoio dos quartéis de SS que ficavam perto parou o ataque, desarmou e internou os guardas poloneses. De acordo com o registro dum adjunto do diretor da prisão, um inspector judicial- Kirchner, em resultado do ataque 9 alemães ficaram mortos e 17 feridos. Apesar de fogo de canhões de tanques os insurgentes mantiveram o edifício de administração até a madrugade de 2 de agosto. No entanto no dia deveram fazer a retirada. Os alemães assassinaram todos os feridos e cativos soldados poloneses.

## O massacre
Em 2 de agosto o inspector judicial- Kirchner foi nomeado o diretor da prisão em Mokotów. Às onze foi chamado ao quartel de SS que ficou perto. Aí SS-Obersturmführer Martin Patz, o comandante do Terceiro Batalhão de Reserva da Infantaria Mecanizada de SS, anunciou ao Kirchner que o general Reiner Stahel, que comandava a guarnição de Varsóvia tinha ordenado a liquidação de prisioneiros. O comandade de SS e Polícia do distrito de Varsóvia- SS-Oberführer Paul Otto Geibel afirmou essa decisão e mais ainda ordenou fuzilar dos guardas poloneses. Kirchner estabeleceu o protocolo de tomada o posse,  nos termos do qual disponibilizou todos os prisioneiros a Patz. À tarde os alemães entraram no terreno da prisão. Descreveram o estado de todas as celas e depois retiraram cerca de 60 homens de dois unidades de investigação e mandaram a eles para cavar três trincheiras de longitude de cerca de 25-30 metros e largura e profundeza de 2 metros. A primeira das trincheiras foi cavada ao longo da parede do pavilhão X- ao lado da lavandaria, segunda na praça de passeios do lado da Avenida de Independência e a terceira na praça de passeios do lado da rua Kazimierzowska. Quando os homens estavam cavando as trincheiras, os soldados alemães bebiam vodka. Todos os que cavaram as trincheiras, depois do trabalho foram assassinados.
Posterioramente os alemães liquidaram o resto dos prisioneiros. Foram tirados das suas celas e condenados para as trincheiras, onde foram assassinados por tiro na nuca. Como os primeiros foram assassinados os prisioneiros das unidades 1 e 2 (unidades de investigação), entre quais foram alguns rapazes de idade entre 12 -14 anos. Depois foram assassinados os pacientes de enfermaria. Depois sucessivamente os alemães assassinaram os prisioneiros da cela 8 (recidivistas), da cela 10 (os prisioneiros com pesadas penas) e das celas 11, 3 e 5. As valas comuns logo ficaram cheias, em consequência os alemães tiveram de assassinar o resto de prisioneiros fora do terreno da prisão(do outro lado da rua Rakowiecka). Durante do massacre que durava alguns horas foram assassinados 600 prisioneiros da prisão em Mokotów.
"Ouvi que os soldados alemães aproximam-se e escondi-me debaixo da cama (...) Um soldado levantou a cama, começou a chutar nas minhas pernas e me tirou para fora (...) Fui tirado para fora individualmente, para baixo, perto da caldeira na praça de passeios do lado da Avenida de Independência. Um soldado alemão mandou para me virar co rosto para baixo, tirou e me chutou. A bala atravessou atrás da orelha (ouvi o zumbir) e caí com rosto num cadáver. Ouvi tiros da execução e os tiros para aqueles que ainda foram vivos. No certo momento não consegui o peso dum  cadáver e decidi me levantar e acabar a minha vida. Tive a certeza que em consequência ficarei assassinado. Olhei para cima e percebi que fiquei sozinho. Com muita dificuldade saí dos cadáveres." - Antoni Józef Porzygowski

## A revolta dos presos
O massacre que teve lugar no pátio da prisão foi perfeitamente visível de janelas das celas e os prisioneiros poloneses que observaram todo o acontecimento perceberam que são condenados à morte e não têm nada a perder. Os prisioneiros das unidades 6 e 7 que foram locadas no segundo andar, tomaram as medidas desesperadas e decidiram atacar os alemães. Em unidade 6 os prisionieiros arrombaram a porta, ou fizeram uns buracos nas paredes através de bancos, saíram para o corredor e acenderam os colchões e palha para assustentar os alemães. Em unidade 7 os prisioneiros conseguiram matar alguns alemães e recolher as armas. Posterioramente bloquearam todo o segundo andar e livraram os prisioneiros da cela 8 (onde foram os priosioneiros jovens). Os alemães retiraram- se em surpresa.
À noite, sobre a cobertura da escuridão e da chuva torrencial, os priosioneiros salvados começaram a passar para o sótão e depois para o telhado inclinado do edifício. Dali desceram para o muro que rodeava a prisão, onde a população civil veio com ajuda trazendo as escadas. Nessa maneira cerca de 200 300 priosioneiros conseguiram fugir e entrar na zona ocupada por insurgentes poloneses. Os alemães não impediram eles, porque pensavam que os prisioneiros iam fugir por o portão principal. Não é conhecido o que aconteceu com os guardas poloneses internadas. Algumas testemunhas consideravam que não foram assassinados e conseguiram fugir e sobreviver à guerra, mas outros deram as informações totalmente contrárias.

## Epílogo
Nos dias 16-21 de abril do ano 1945 no território da prisão em Mokotów foram realizadas as escavações. Nesse terreno foram encontrados 700 cadáveres do período da Revolta de Varsóvia, dos quais a parte foi enterrada depois do assassinato de prisioneiros (em muitas vezes os cadavers foram de poloneses que tinham sido detidos assassinados no território da Prisão Provisoria nos Quarteis Stauferkasene. Os cadáveres que foram encontrados aí (apesar desses dos quais cuidava a família) foram enterrados temporariamente em oito sepulturas na Avenida de Liberdade. Em dezembro de 1945 todos os cadáveres foram exumados novamente e levados ao Cemitério Militar em Powązki, onde foram enterrados num quartel insurgente.
Em 1978 teve início um julgamento de SS- SS-Obersturmführera Martin Patz, chamado ”Matadouro de Mokotów”. Martin Patz foi julgado por crimes cometidos por os seus soldados de SS durante o esmagamento da revolta de Varsóvia, incluindo em particular o assassinato dos prisioneiros de prisão na rua Rakowiecka. Em fevereiro de 1980 Putz foijulgado culado e condenado a 9 anos de prisão. Karl Misling- que foi julgado no mesmo processo foi condenado a 4 anos da prisão.